# Luka Bloom
Barry Moore, beter bekend onder zijn artiestennaam Luka Bloom (Newbridge, 23 mei 1955), is een Ierse singer-songwriter. De naam 'Luka' is afkomstig van de gelijknamige hit van Suzanne Vega uit 1987. 'Bloom' is de achternaam van de hoofdpersoon uit het boek Ulysses van James Joyce.
Onder zijn eigen naam Barry Moore heeft Bloom eind jaren zeventig, begin jaren tachtig drie albums uitgebracht, waarbij hij een typisch eigen geluid wist te creëren door een zekere tokkeltechniek. In deze periode woonde hij een tijdlang in Groningen in welke periode hij zijn tweede album, In Groningen uitbracht.
In 1979 werd er tendinitis geconstateerd bij Bloom. Hierdoor kon hij zijn tokkeltechniek niet meer naar behoren uitvoeren en is hij overgegaan op een andere manier van spelen. Dit heeft geleid tot de unieke 'Luka-sound', die Blooms grootste hits kenmerkt.
Zijn 10 jaar oudere broer Christy Moore (1945) is eveneens een bekende singer-songwriter.

## Discografie

### Albums
| Album met eventuele hitnotering(en) in de Nederlandse Album Top 100 | Datum van verschijnen | Datum van binnenkomst | Hoogste positie | Aantal weken | Opmerkingen                        |
| ------------------------------------------------------------------- | --------------------- | --------------------- | --------------- | ------------ | ---------------------------------- |
| Treaty stone                                                        | 1978                  | -                     |                 |              | als Barry Moore                    |
| In Groningen                                                        | 1980                  | -                     |                 |              | als Barry Moore / met Eamon Murray |
| No heroes                                                           | 1982                  | -                     |                 |              | als Barry Moore                    |
| Luka Bloom                                                          | 1988                  | -                     |                 |              |                                    |
| Riverside                                                           | 1990                  | -                     |                 |              |                                    |
| The acoustic motorbike                                              | 1992                  | 08-02-1992            | 31              | 10           |                                    |
| Turf                                                                | 1994                  | 09-07-1994            | 55              | 9            |                                    |
| Salty heaven                                                        | 1998                  | -                     |                 |              |                                    |
| Keeper of the flame                                                 | 2000                  | -                     |                 |              | Verzamelalbum                      |
| The Barry Moore years                                               | 2001                  | -                     |                 |              | Verzamelalbum                      |
| Between the mountain and the moon                                   | 2001                  | -                     |                 |              |                                    |
| Amsterdam                                                           | 2003                  | -                     |                 |              | Livealbum                          |
| Before sleep comes                                                  | 2004                  | -                     |                 |              |                                    |
| Innocence                                                           | 2005                  | -                     |                 |              |                                    |
| Tribe                                                               | 2007                  | 23-06-2007            | 74              | 1            |                                    |
| The platinum collection                                             | 2007                  | -                     |                 |              | Verzamelalbum                      |
| The man is alive                                                    | 2008                  | -                     |                 |              | cd & 2 dvd                         |
| Eleven songs                                                        | 17-10-2008            | -                     |                 |              |                                    |
| Dreams in America                                                   | 26-03-2010            | -                     |                 |              |                                    |
| This new morning                                                    | 11-05-2012            | 19-05-2012            | 69              | 2            |                                    |

| Album met hitnotering(en) in de Vlaamse Ultratop 200 albums | Datum van verschijnen | Datum van binnenkomst | Hoogste positie | Aantal weken | Opmerkingen |
| ----------------------------------------------------------- | --------------------- | --------------------- | --------------- | ------------ | ----------- |
| Amsterdam                                                   | 2003                  | 03-05-2003            | 36              | 3            | Livealbum   |
| Tribe                                                       | 2007                  | 07-07-2007            | 84              | 2            |             |
| Eleven songs                                                | 2008                  | 01-11-2008            | 49              | 4            |             |
| This new morning                                            | 2012                  | 19-05-2012            | 51              | 5*           |             |

### Dvd's
| Dvd's met hitnoteringen in de Nederlandse Music Top 30 | Datum van verschijnen | Datum van binnenkomst | Hoogste positie | Aantal weken | Opmerkingen |
| ------------------------------------------------------ | --------------------- | --------------------- | --------------- | ------------ | ----------- |
| The man is alive                                       | 2008                  | 19-07-2008            | 26              | 1            |             |